# Pieter Pauwstraat
De Pieter Pauwstraat is een relatief korte en vrij onbekende straat in Amsterdam-Centrum.

## Ligging en geschiedenis
Die onbekendheid begon al bij de naamgeving op 18 december 1872, waarbij ook een aantal straten in De Pijp hun naam kreeg. Het straatje dankt zijn naam aan Pieter Pauw, die leefde tussen 1552 en 1611 en als schepen zitting had in de stadsraad van Amsterdam. Hij was broer van de bekendere Reinier Pauw, die enige tijd (mede-)burgemeester was van die stad.  De Pieter Pauwstraat ligt tussen de Nicolaas Witsenstraat  en Huidekoperstraat, die respectievelijk vernoemd zijn naar Nicolaas Witsen en Pieter Huidekoper, beiden waren meerdere keren (mede)burgemeester van de stad. 
De ruim honderd meter lange straat vormt de verbinding tussen de Weteringschans en Nicolaas Witsenkade, kade van de Singelgracht.

## Geschiedenis
Het was in het begin geen gezellige woonstraat. Aan de westzijde was de Hollandsche Gasfabriek gevestigd. Oude foto’s laten dan ook kolenschepen aan de kade zien en er was een gashouder, een kolenloods en een brandspuithuis(je). Het was een enorm complex, want het liep door tot het Weteringplantsoen. Aan de oostzijde was de Gebroeders Van der Kuijlen gevestigd, die voor hun paardenhandel stallen hadden alsmede stalling van koetsen en verblijfplaatsen van koetsiers. Volgens de overlevering hadden ze wel 100 paarden. Die functie is nog terug te vinden in de brede (voormalige) toegangen van Nicolaas Witsenkade 39-40.   
De straat is te nauw voor openbaar vervoer, ook voor kunst in de openbare ruimte is geen plaats. Bouwkundige kunst is wel te vinden in de vorm van de hoekgebouwen aan de Nicolaas Witsenkade, Nicolaas Witsenkade 38 en Nicolaas Witsenkade 39-40, beide monument.

## Gebouwen

### Even zijde
Rond 1885 koos de gemeente Amsterdam voor een andere gasleverancier. Er werd ruimte gemaakt worden voor woningbouw. Die woningbouw werd beheerd door de "NV Hollandsche Maatschappij tot exploitatie van bouwterreinen" en deze ging in 1891 aan de slag met nieuwe bebouwingen aan die westkant. Onder ontwerp van de verder onbekend gebleven ontwerper W.J. Nijman werd er een negental gelijksoortige woonhuizen neergezet met daarin drie winkeleenheden, die gebouwen steken boven de andere uit. Het rijtje Pieter Pauwstraat 6 tot en met 22 (2 en 4 zijn van later datum) is één gemeentelijk monument 

### Oneven zijde
Aan de oostkant bleven de stallen tot diep in de jaren zeventig bewaard als stalling of opbergruimte. De firma Van de Kuijlen was toen al lang weg, maar andere bedrijven namen zijn plaats in. De stallen liepen in 1911 al een aanmerkelijke schade op toen een storm delen van de gebouwen omver had geblazen. Er werd vermoedelijk hersteld, maar begin jaren zeventig van de 20e eeuw ging dit groot deel van deze gevelwand tegen de vlakte.
In 1970 vroeg Bouwbedrijf H. Saane vergunning aan om een groot complex neer te zetten. Daarvoor moesten de woningen/bedrijven aan Pieter Pauwstraat 7, 8, 11, 13, 17 en 19 alsmede Huidekoperstraat 22 tot en met 30 tegen de vlakte. Er kwam een appartementencomplex met ondergrondse parkeergarage naar ontwerp van Piet Zanstra, Ab Gmelig Meyling en Peter de Clercq Zubli. Het complex kreeg geen ingang aan de Pieter Pauwstraat. Op de noordelijke punt stond bij de Weteringschans stond jarenlang het Alhambra Theater. Ook dit complex ging tegen de vlakte en wel rond 1997. In de plaats daarvoor kwam een winkel/wooncomplex naar ontwerp van Groenendaal Architecten gevestigd aan de Falckstraat. Ook dit complex kreeg geen huisnummer aan de Pieter Pauwstraat, maar verwijst voor wat betreft stijl nog wel naar Alhambra.. Desalniettemin heeft de straat een uitgebreide oneven nummering 9 tot en met 31, dit is te verklaren door een nummering per appartement in plaats van perceel. Het gebouw is door Rappange (architect en eigenaar) historiserend opgetrokken rond 1999. Uit de tijd dat de straat is aangelegd bestaat in 2024 alleen nog het gebouw Nicolaas Witsenkade 39, dat een zijgevel heeft aan de Pieter Pauwstraat.  

## Afbeeldingen

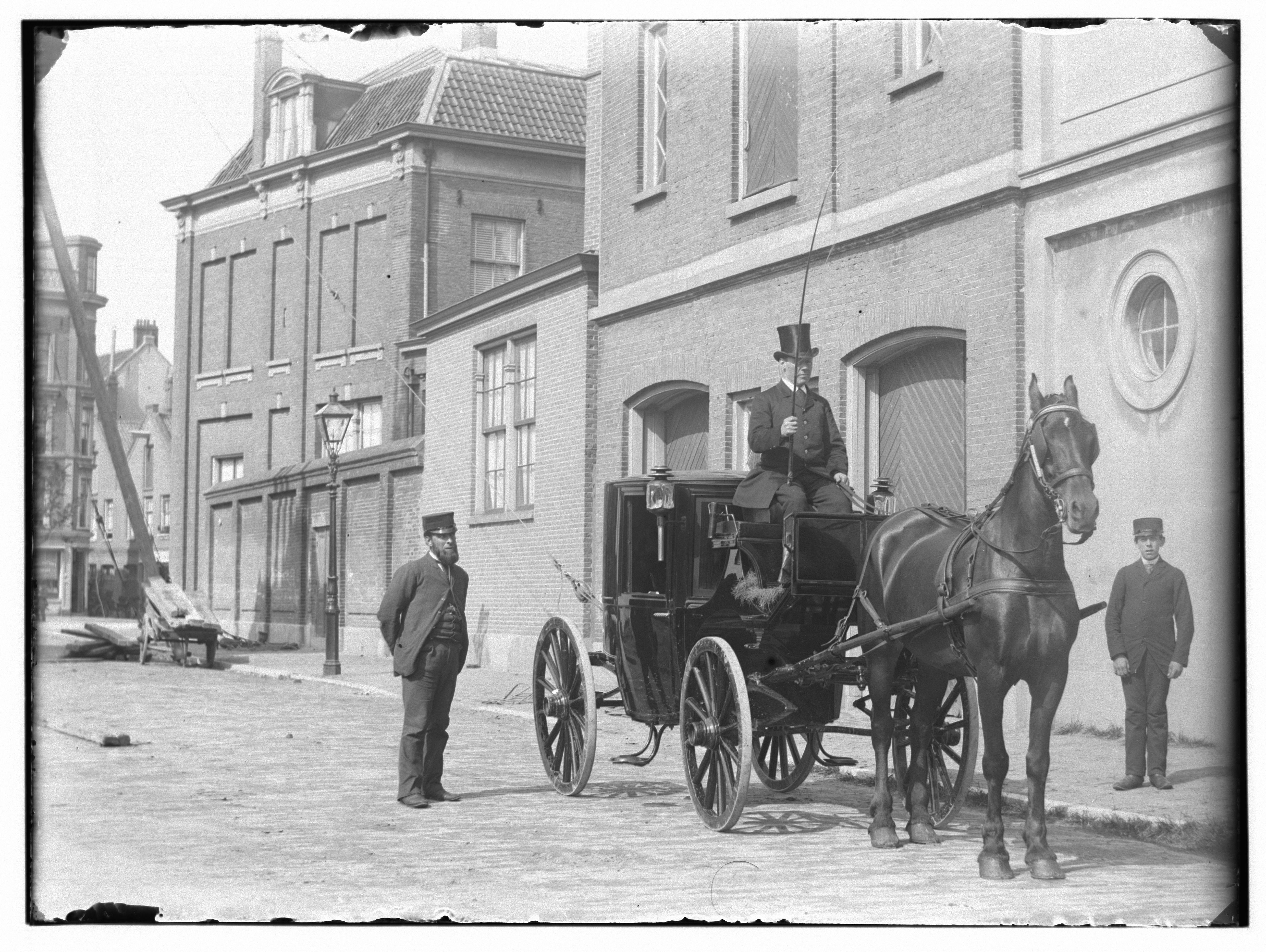
Paard en koets vastgelegd door Jacob Olie (1891)
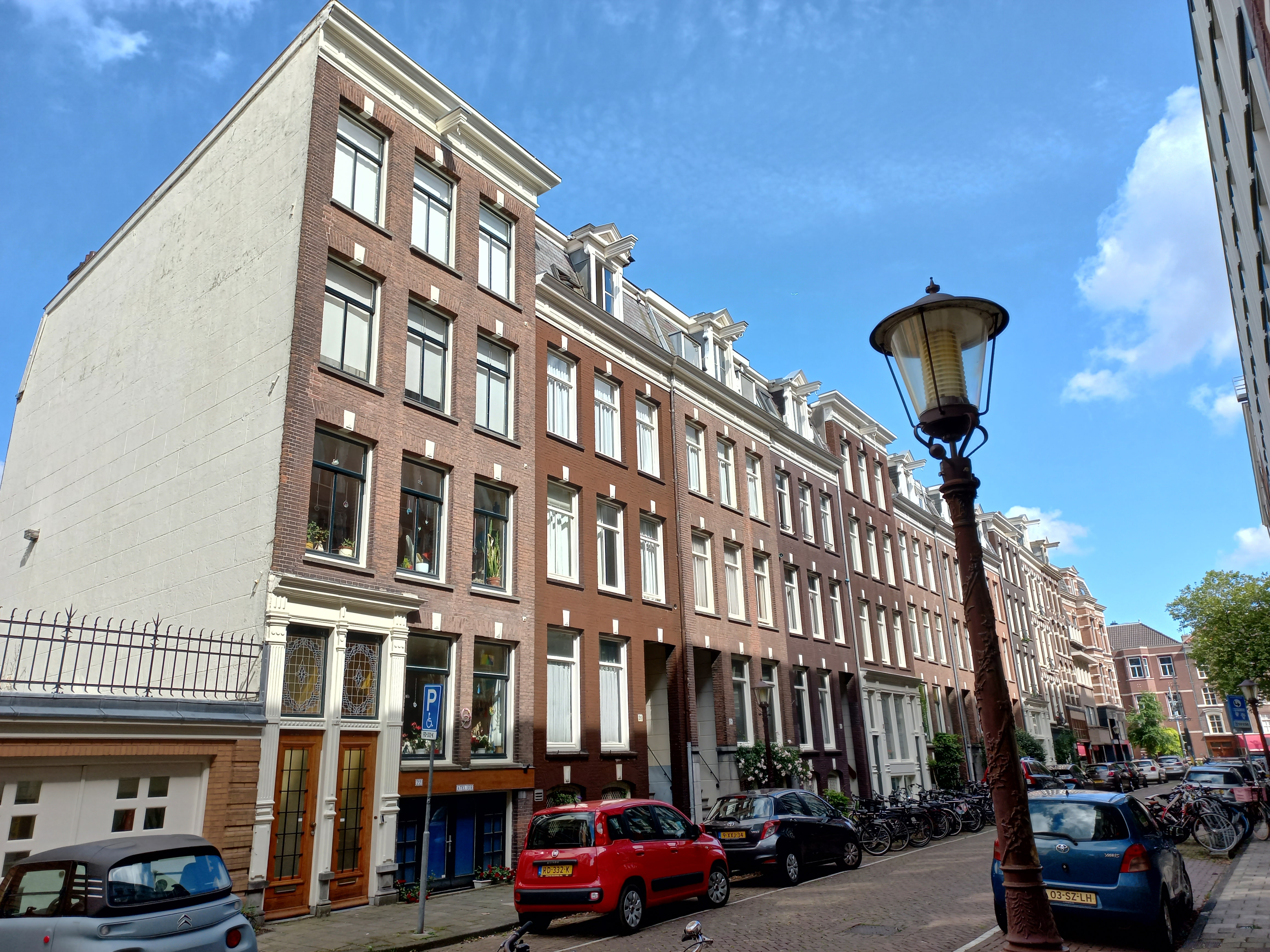
Pieter Pauwstraat 6-22 (vrnl, juni 2024)
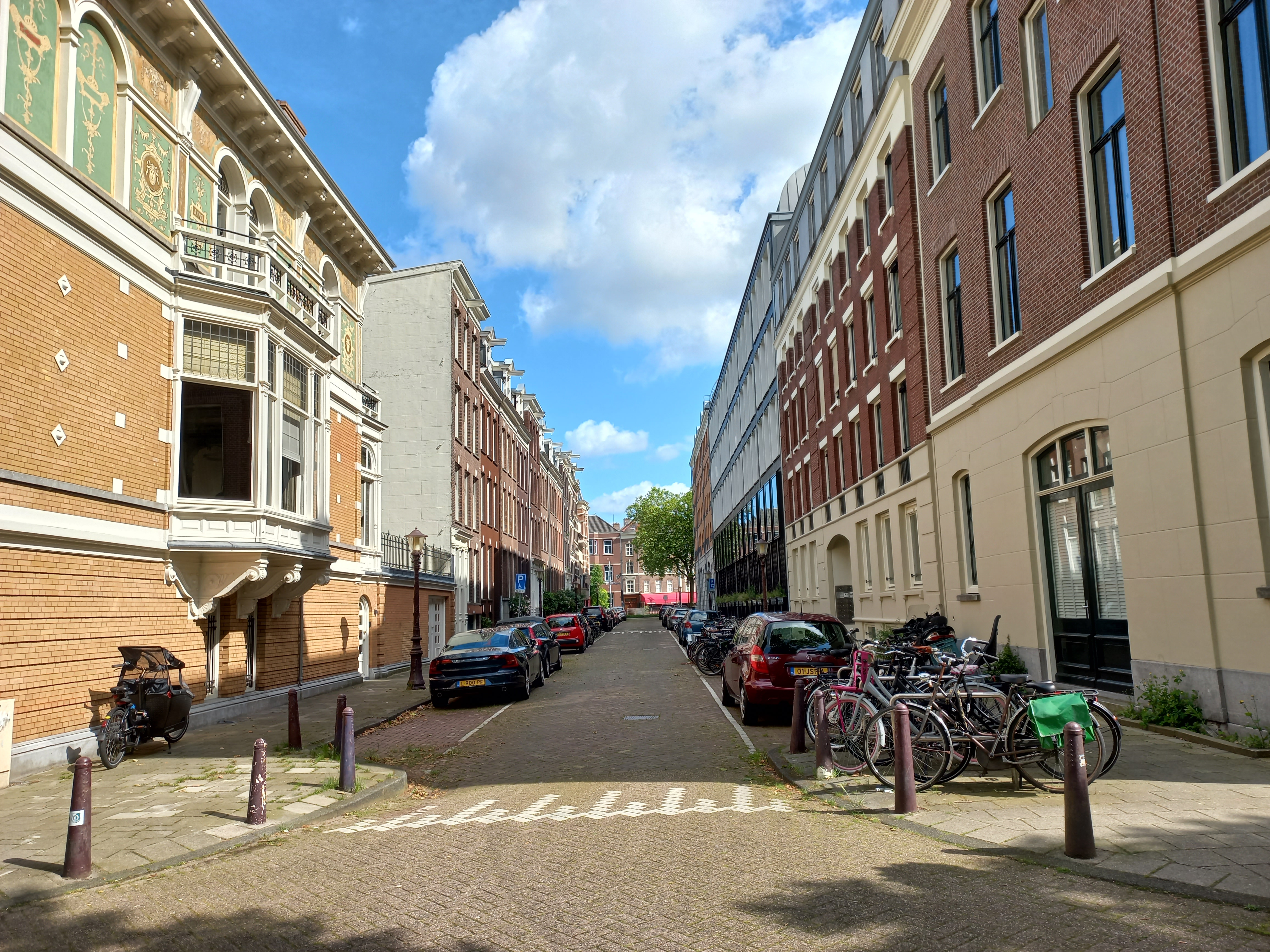
Pieter Pauwstraat gezien vanaf Witsenkade (juni 2024)